# Castianeira thalia
Castianeira thalia es una especie de araña araneomorfa del género Castianeira, familia Corinnidae. Fue descrita científicamente por Reiskind en 1969.
Habita en los Estados Unidos. Esta especie presenta patrones: blanco y negro con marcas rojas y naranjas.